# Neocryptopteryx brasson
Neocryptopteryx brasson là một loài tò vò trong họ Ichneumonidae.